# Bildungsforschung
Bildungsforschung wird vom Deutschen Bildungsrat als „Untersuchung der Voraussetzungen und Möglichkeiten von Bildungs- und Erziehungsprozessen im institutionellen und gesellschaftlichen Kontext“ definiert. Die Bildungsforschung erarbeitet analytische Befunde, die in die bildungspolitischen Diskussionen einfließen und die vor allem der Weiterentwicklung der Schul- und Unterrichtspraxis dienen.

## Inhalte der Bildungsforschung
Bildungsforschung fragt systematisch nach den Bedingungen, unter denen Bildung entsteht, überhaupt entstehen kann und entstehen soll. Systematische Bildungsforschung führt qualitative und quantitative Forschungsergebnisse zusammen und bietet einen Orientierungsrahmen für bildungspolitische und schulpraktische Entscheidungen.
Den Begriff der „Bildung“ verbinden viele mit dem deutschen Traditionsrahmen und Wortschatz. „Bildung“ wird im deutschsprachigen Raum mit einer besonderen Bedeutung benutzt und muss daher im Kontext der deutschen Bildungsgeschichte betrachtet werden. Aus dieser Perspektive ist er beispielsweise nicht mit englischen oder französischen "education" gleichzusetzen.
Kritiker wenden gegen die Definition des Bildungsrats ein, dass sie auf „die rationale Organisation und Planung ausgerichtet“ ist. Tatsächlich finden bildungstheoretische Überlegungen in dieser Definition keinen Raum, obwohl sie dem Bereich der Bildungsforschung zugehören.
Lassnigg/Pechar (1996) gestehen der Bildungsforschung ein weiteres Spektrum als der Deutsche Bildungsrat zu, übernehmen jedoch dessen „rationale“ Perspektive. Für sie sind folgende zwei Elemente zentral:
- "(1) Bildungsforschung überschreitet den Rahmen der disziplinorientierten pädagogischen Forschung und hat multi- oder interdisziplinären Charakter;
- (2) Bildungsforschung geht über den deskriptiv-erklärenden Anspruch hinaus und hat auch normativen, anwendungs- bzw. problemorientierten Charakter. Diesem Verständnis von Bildungsforschung liegt die Idee zugrunde, dass das Forschungsfeld der Pädagogik und Erziehungswissenschaft zu eng ist, um eine ausreichende Grundlage für die rationale Diskussion von Gestaltungs- und Entwicklungsproblemen des Bildungswesens abzugeben." (Lassnigg/Pechar, 1996)

Das Inhaltsverzeichnis des Handbuchs „Bildungsforschung“ (Rudolf Tippelt) zeigt, dass sie sich nicht auf das institutionalisierte Bildungswesen, wie Schule, Berufsbildung oder Hochschule, beschränkt, sondern viele Aspekte nicht-institutionalisierter Bildungsprozesse enthält: beispielsweise das "lebenslange Lernen" oder die Selbstbildung von Kindern.

## Interdisziplinarität
Übereinstimmend wird festgestellt, dass „Bildungsforschung“ einen interdisziplinären Blick auf Bildungsthemen hat.
Neben Pädagogik und Psychologie spielt Bildungsforschung auch in Soziologie, Volks- und Betriebswirtschaft sowie Geschichtswissenschaft und Philosophie eine Rolle und kann aus der jeweils spezifischen Perspektive der genannten Disziplinen betrachtet werden. Darüber hinaus sind Inhalte aus der Bildungsforschung in weiteren Wissenschaften – wie z. B. der Politikwissenschaft, der Bildungsgeographie oder der Bildungssoziologie relevant.
Zunehmend kritisch wird die wachsende Dominanz einer empirischen Bildungsforschung gesehen, die ihren Anspruch einer „Evidenzbasierung“ von Praxis allein auf Großstudien mit standardisierten Instrumenten bzw. experimentelle Kontrollgruppendesigns stützt.

## Einrichtungen für Bildungsforschung
- Deutsches Institut für Erwachsenenbildung
- Max-Planck-Institut für Bildungsforschung
- DIPF | Leibniz-Institut für Bildungsforschung und Bildungsinformation
- Institut des Bundes für Qualitätssicherung im österreichischen Schulwesen (IQS)
- Leibniz-Institut für Bildungsverläufe (LIfBi)
- Deutsches Zentrum für Hochschul- und Wissenschaftsforschung
- Institut für Bildungsforschung der Wirtschaft
- Zentrum für Religionspädagogische Bildungsforschung
- Bundesinstitut für Berufsbildung
- Nationales Bildungspanel
- Bildungsforschung & Bildungsmanagement an der Heinrich-Heine-Universität, Düsseldorf
- Forschungsinstitut Betriebliche Bildung (f-bb)

## Quelle
- Schaffert, Sandra/Schmidt, Bernhard (2004): Inhalt und Konzeption der "bildungsforschung". bildungsforschung, 1, 1; Bildungsforschung (Memento vom 24. Januar 2005 im Internet Archive)

## Einzelbelege
1. ↑  Deutscher Bildungsrat 1974, S. 16.
2. ↑  GEW, 2013, Interview mit Eckhard Klieme, DIPF Archivlink (Memento vom 2. April 2015 im Internet Archive)
3. ↑  vgl. z. B. Röhrig, 1999, S. 208.
4. ↑   Handbuch Bildungsforschung 2009.
5. ↑   Schaffert/Schmid, 2004.
6. ↑  vgl. Rindermann 2003.
7. ↑  Bellmann/Müller 2011; Brügelmann 2015, Dammer 2015.